# 台灣當代藝術資料庫
台灣當代藝術資料庫是由台灣視覺藝術協會所經營、推廣的台灣當代藝術人才資料庫，於2014年2月啟用。

## 成立宗旨
在台灣，當代藝術已經累積了一定的能量，但是由於沒有統整的資料庫或出版物，導致外國的策展人來台灣時，難以對台灣當代藝術家掌握較全面而即時的資訊。而儘管中華民國文化部曾有規劃要建立當代藝術資料庫，但遲遲沒有動作。在這樣的情況下，台灣視覺藝術協會決定透過使用mediawiki的技術架設資料庫，來進行當代藝術家的基本資料整理。。
為充實更多元化的功能，2016 年 7 月改版為圖像導向的網站，採用 Wordpress 與響應式網頁設計（RWD）架構，以符合行動裝置用戶的需求。2024 年7月，為解決網站主機負載問題及提升運行速度，全面改用 ASP.NET 開發全新系統與介面，提供更穩定且高效的使用體驗，並新增「藝術家後台」功能，使收錄藝術家能自行更新展覽資料，增加資料的即時性。
資料庫系統性蒐錄 1980 年代之後台灣當代藝術環境發展，以行為、錄像、新媒體、裝置、攝影、繪畫和雕塑等普遍認知的藝術類別作為資料搜尋的索引，資料範圍涵蓋藝術家簡介、展演經歷、創作/策展理念、作品資料與相關評論等，同時，以「關鍵字」串聯藝術家、策展人與藝評家，勾勒屬於資料庫的知識星叢網絡。這是源自於 2019 年啟動的台灣當代藝術資料庫「關鍵字計畫」，透過撰寫台灣當代藝術發展之重要詞彙，包含空間、展覽、事件或概念，以強化資料中藝術史的論述基礎，其架構區分為：空間/場域、文件/出版、組織/團體、概念/思潮、實踐/形式、事件/展演、其他等七大類。截至目前，資料庫已收錄超過 526 位藝術家、6,735 件作品、28,775 筆圖像與影音資料，以及 150個關鍵字詞條，深具台灣當代藝術在地價值。

## 外部連結
台灣當代藝術資料庫網站 tcaaarchive.org
- 台灣當代藝術資料庫網頁連結Archive.today的存檔，存档日期2015-04-22